# Monika Bittner
Monika Bittner, verh. Häring, (* 29. Januar 1988 in Peißenberg) ist eine ehemalige deutsche Eishockeyspielerin, die über viele Jahre beim ESC Planegg in der Fraueneishockey-Bundesliga unter Vertrag stand.

## Karriere
Monika Bittner kam über ihre zwei älteren Brüder im Alter von vier Jahren zum Eishockeysport und spielte später im Nachwuchsbereich des TSV Peißenberg, ehe sie ab 2003 für den SC Riessersee in der Fraueneishockey-Bundesliga auflief. Ab 2008 spielte sie für den ESC Planegg in der Bundesliga und wurde parallel in die Sportfördergruppe der Bundeswehr aufgenommen. Mit dem ESC Planegg gewann sie 2011, 2012, 2013, 2014 und 2015 die deutsche Meisterschaft, 2010 den DEB-Pokal der Frauen sowie 2010 die Elite Women’s Hockey League.
Während der Saison 2003/2004 debütierte sie für die B-Nationalmannschaft der Frauen, ab 2004 gehörte sie zum erweiterten Kader der deutsche Eishockeynationalmannschaft der Frauen. 2007 absolvierte sie ihre erste Weltmeisterschaft, bei der sie mit dem Nationalteam den achten Platz belegte. Bei der Eishockey-Weltmeisterschaft der Frauen 2008 stieg sie mit dem Nationalteam in die Division I ab. Bei der Weltmeisterschaft der Division I 2011 war Bittner mit vier Toren maßgeblich am Wiederaufstieg in die Top-Division beteiligt.
Weitere Teilnahmen bei Weltmeisterschaften folgten 2013, zudem qualifizierte Bittner sich im Februar 2013 mit dem Nationalteam für die Olympischen Winterspiele 2014. Ende des Jahres 2014 beendete sie ihr Studium mit dem Abschluss Bachelor of Arts International Management.
Im Februar 2015 absolvierte sie ihr 200. Länderspiel für Deutschland und gehört damit zu den deutschen Rekordnationalspielerinnen. Nach der Weltmeisterschaft 2016 der Division I, bei der sie mit dem Nationalteam den Wieder-Aufstieg in die Top-Division schaffte, beendete sie nach 225 Länderspielen ihre internationale Karriere. Ein Jahr später trat Bittner nach ihrem siebten Meistertitel insgesamt vom Leistungssport zurück.

## Erfolge und Auszeichnungen
- 2009 Deutscher Vizemeister mit dem ESC Planegg
- 2010 Gewinn der Elite Women’s Hockey League mit dem ESC Planegg
- 2010 Deutscher Vizemeister mit dem ESC Planegg
- 2011 Deutscher Meister mit dem ESC Planegg
- 2011 Aufstieg in die Top-Division bei der Weltmeisterschaft der Division I
- 2011 Beste Torschützin (4 Tore) bei der Weltmeisterschaft der Division I
- 2012 Gewinn des EWHL Super Cups mit dem ESC Planegg
- 2012 Gewinn des DEB-Pokals mit dem ESC Planegg
- 2012 Deutscher Meister mit dem ESC Planegg
- 2013 Deutscher Meister mit dem ESC Planegg
- 2014 Deutscher Meister mit dem ESC Planegg
- 2015 Deutscher Meister mit dem ESC Planegg
- 2016 Aufstieg in die Top-Division bei der Weltmeisterschaft der Division I

## Karrierestatistik

### International
(Legende zur Spielerstatistik: Sp oder GP = absolvierte Spiele; T oder G = erzielte Tore; V oder A = erzielte Assists; Pkt oder Pts = erzielte Scorerpunkte; SM oder PIM = erhaltene Strafminuten; +/− = Plus/Minus-Bilanz; PP = erzielte Überzahltore; SH = erzielte Unterzahltore; GW = erzielte Siegtore; 1 Play-downs/Relegation; Kursiv: Statistik nicht vollständig)